# Podůlšany
Podůlšany (německy Podulschan) jsou obec v okrese Pardubice v Pardubickém kraji. Leží při silnici spojující Hradec Králové a Lázně Bohdaneč. V obci má sídlo několik obchodních a výrobních firem a svoji činnost zde provozuje několik soukromě hospodařících rolníků. Žije zde 157 obyvatel.

## Název
Jméno Podůlšany vzniklo ze slova Podolšany, protože středem obce vede Opatovický kanál, který je obklopen vzrostlými olšemi (stromy).

## Historie
První písemná zmínka o obci pochází z poloviny 12. století v souvislosti s opatovickým klášterem. Opatovický kanál, který obcí protéká, slouží již od 16. století k napájení řady rybníků na Bohdanečsku.

## Obyvatelstvo
| Rok            | 1869 | 1880 | 1890 | 1900 | 1910 | 1921 | 1930 | 1950 | 1961 | 1970 | 1980 | 1991 | 2001 | 2011 | 2021 |
| -------------- | ---- | ---- | ---- | ---- | ---- | ---- | ---- | ---- | ---- | ---- | ---- | ---- | ---- | ---- | ---- |
| Počet obyvatel | 288  | 278  | 312  | 292  | 260  | 249  | 299  | 226  | 227  | 189  | 165  | 157  | 151  | 158  | 159  |
| Počet domů     | 26   | 27   | 26   | 27   | 31   | 31   | 40   | 50   | 51   | 53   | 46   | 48   | 53   | 56   | 63   |

## Obecní správa
Mezi lety 1869–1976 Podůlšany byly obcí v okrese Pardubice (1869–1930), poté v okrese Pardubice-okolí (1950) a později opět v okrese Pardubice. Od 30. dubna 1976 do 23. listopadu 1990 patřily jako část obce k Starým Ždánicím a od 24. listopadu 1990 jsou opět samostatnou obcí.

### Obecní symboly
Znak a vlajka byly obci uděleny rozhodnutím předsedy Poslanecké sněmovny Parlamentu České republiky dne 25. listopadu 2003.